# Mike Smith
Mike Smith Gibbs (Nova York, 10 de setembre de 1963) és un exjugador de bàsquet estatunidenc. Amb 1.98 metres d'alçada, jugava en la posició d'aler.

## Carrera esportiva
Mike Smith va començar la seva carrera jugant a la University of South Carolina Upstate, on va arribar a ser el màxim rebotejador de la lliga. Michael va marxar poc després a jugar a Dublín on va jugar la temporada 1985-1986 al Yoplait Dublín. L'any següent fitxa pel C.B Maristes Màlaga, on va jugar durant 5 temporades. A la temporada 91-92 fitxa pel Joventut de Badalona, on aconseguiria la nacionalitat espanyola, i títols importants com la Lliga Europea de l'any 1994 o la lliga ACB de l'any 1992. Després de marxar de Badalona també va jugar al Reial Madrid, amb qui va guanyar la Recopa d'Europa (96-97), al Caja San Fernando i al Lucentum Alicante de la lliga LEB.